# 裂口鬚魮
裂口鬚魮（学名：Coptostomabarbus wittei）為輻鰭魚綱鯉形目鯉科的一個種，分布於非洲三比西河上游流域，體長可達4公分，棲息在沼澤及靜止水域，以浮游生物為食，可做為觀賞魚。